# Grigore II Ghica
Grigore II Ghica (Estambul, Imperio otomano, 1695 - Bucarest, Valaquia, 23 de agosto de 1752) fue un príncipe fanariota y Hospodar de los principados Moldavia y Valaquia en reiteradas oportunidades.

## Orígenes familiares
Miembro de una familia fanariota de origen albanés, Grigore era hijo del príncipe Matei Ghica (1664-1708) Mare Ban (gobernador) de Valaquia y de la princesa Ruxandra Mavrocordato, hija de Alexander Mavrocordatos.

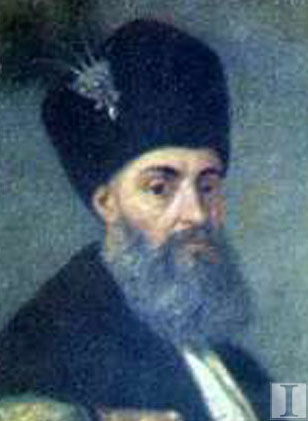
Grigore II Ghica.

Su abuelo Grigore I Ghica y su bisabuelo Geórgios I Ghica fueron célebres príncipes que también gobernaron en los Principados Danubianos, sin embargo Grigore II fue el primer miembro de su familia en cumplir la función de Gran Dragomán de la Sublime Puerta entre 1717 y 1727.

## Biografía
Con el apoyo de su tío Niikólaoss Mavrocordatos obtuvo el trono de Moldavia 7 de octubre de 1726, a expensas de Mihai Racoviţă, ocupando el cargo hasta el 16 de abril de 1733. Durante su gobierno utilizó sus habilidades diplomáticas para resolver el conflicto con los tártaros de Kanato de Crimea que amenazaban con destruir a Moldavia por la ausencia de pago de los tributos.

A pesar de su esfuerzo inicial para reducir la presión fiscal sobre la población, continuo con las desastrosas políticas de sus predecesores de contratar y premiar a los oficiales y funcionarios griegos o del Levante mediterráneo en lugar de boyardos de origen local.
En 1733 debió dar paso a Constantine Mavrocordato, su primo, quien se convierte en su rival. Los príncipes gobiernan respectivamente Moldavia y Valaquia hasta el 27 de noviembre de 1735, cuando se alternan de nuevo y Grigore II Ghica es repuesto como hospodar de Moldavia hasta el 24 de septiembre de 1741.
Durante la guerra ruso-austro-turca de 1735-1739, jugó un papel de intermediario entre las potencias en guerra. Sin embargo, debió abandonar el país entre septiembre y octubre de 1739 debido a la ocupación de Moldavia por parte del Imperio ruso.
El 24 de septiembre de 1741 su hermano, Alexander Ghica, quién había sido su sucesor como Dragomán de la Sublime Puerta (1727-1741) es acusado de traición y ejecutado, a raíz de una acusación falsa. Sin embargo, Grigore II se pone una vez más en el trono de Moldavia, aunque durante un breve periodo de tiempo (de mayo de 1747 a abril de 1748).
Luego, en abril de 1748 Ghica literalmente ompro el trono de Valaquia, donde anteriormente había reinado entre el 16 de abril de 1733 y el 27 de noviembre de 1735, y logró mantenerse en el mismo hasta su muerte el 23 de agosto de 1752.

## Legado
En Iași el príncipe Grigore Ghica II realizó la reconstrucción del Curtea Domneasca Frumoasa destruido por las tropas rusas durante la guerra, además en Bucarest terminó la fundación del monasterio de San Pantelimon adquiere un hospital. También es la fuente de otro centro de salud para la plaga.
A su muerte, el príncipe Grigore II Ghika fue enterrado junto a su esposa (que murió en 1759) en la iglesia del monasterio de San Pantaleón de Bucarest.

## Matrimonio y descendencia
Grigore II contrajo matrimonio con Zoé Manos, también perteneciente a una familia de griegos fanariotas. Entre sus hijos se encontraban:
- Scarlat Ghica (1715-1766), Hospodar de Valaquia y Moldavia.
- Matei Ghica (1728-1756), Gran Dragomán y Hospodar de Valaquia y Moldavia.